# Lissodiadema
Lissodiadematidae
Famille
Genre
Synonymes
Leptodiadema Agassiz & Clark, 1907
Lissodiadema est un genre d'oursins réguliers, le seul de la famille des Lissodiadematidae.

## Description
Ce sont des oursins réguliers aux piquants longs et fins, vivant en profondeur (à partir de 50 m) dans le bassin Indo-Pacifique.

### Caractéristiques squelettiques
Le test est aplati, fin, légèrement flexible, présentant des sutures imperceptiblement imbriquées.

Le disque apical entoure un périprocte assez réduit, surplombé par une papille anale distincte.
 
Les ambulacres sont droits, mesurant le tiers de la largeur des interambulacres. Les paires de pores sont unisériées, positionnées à la suture adradiale sur la moitié supérieure du test, et plus proche du centre des plaques sur la face orale, laissant la place à des séries adradiales de tubercules de tailles irrégulières. La zone de pores est large, encore plus sur la face aborale, densément granulée d'une tuberculation irrégulière (les tubercules primaires sont presque indistincts), tendant parfois à former des rangées verticales, doubles sur la face orale.
 
Les interambulacres portent trois tubercules presque égaux par plaque ambitale, alternant avec de petits tubercules secondaires qui se chevauchent parfois. Les tubercules primaires sont perforés et non crénulés, ou imperceptiblement.
 
Le péristome est large et élevé, entouré de petites plaques buccales ; les encoches buccales sont large et peu profondes.
 
Les radioles sont longues, fines, creuses et lisses.

## Liste d'espèces
Selon World Register of Marine Species (14 septembre 2022) :
- Lissodiadema lorioli (Mortensen, 1903) -- Pacifique tropical
- Lissodiadema purpureum A. Agassiz & H.L. Clark, 1907 -- Hawaï (anciennement dénommé « Leptodiadema purpureum »)

## Systématique
Le genre Lissodiadema a été créé en 1903 par le zoologiste danois Theodor Mortensen (1868-1952),.
En 1966, le zoologiste néozélandais Howard Barraclough Fell (d) crée la famille des Lissodiadematidae, pour classer ce genre précédemment rangé dans la famille des Diadematidae.

## Publications originales
- Famille des Lissodiadematidae :
  - (en) H. B. Fell, « Diadematacea », Treatise on Invertebrate Paleontology, U. Echinodermata, Kansas, vol. 3, no 2,‎ 1966, p. 352.
- Genre Lissodiadema :
  - Th. Mortensen, « Lissodiadema. Nouveau genre de Diadematides », Revue suisse de zoologie, MHNG, vol. 11,‎ 1903, p. 393–398 (ISSN 0035-418X, DOI 10.5962/BHL.PART.22184, lire en ligne).